# 8526 Takeuchiyukou
8526 Takeuchiyukou (1992 SM12) là một tiểu hành tinh vành đai chính được phát hiện ngày 23 tháng 9 năm 1992 bởi K. Endate và K. Watanabe ở Kitami.